# RCW 49
RCW 49是個距離13,700光年遠的星雲，直徑大約350光年。它是塵土飛揚的恆星搖籃，包含的恆星多達2,200顆。

## 外部連結
- RCW 49 picture and information（页面存档备份，存于）
- RCW 49 as the picture of the day on June 3, 2004（页面存档备份，存于）